# Kỷ Stenos
Kỷ Stenos hay kỷ Hiệp Đới (Stenian, từ tiếng Hy Lạp: stenos, nghĩa là "hẹp"). Đây là kỷ địa chất thứ ba và cũng là kỷ địa chất cuối cùng trong đại Trung Nguyên Sinh. Cụm từ Hiệp Đới là phiên âm từ tiếng Trung của cụm từ 狭带 với nghĩa của "hiệp" là "hẹp", "đới" là "dải". Nó kéo dài từ khoảng 1.200 triệu năm trước (Ma) tới khoảng 1.000 Ma. Thay vì dựa trên địa tầng, các niên đại này được xác định bằng địa thời học.
Tên gọi này có nguồn gốc từ các dải đá biến chất hẹp được hình thành trong kỷ này.
Siêu lục địa Rodinia đã gắn kết lại trong kỷ Stenos.